# 雪铁龙DS
雪铁龙DS是由法国雪铁龙公司从1955年到1975年生产和销售的一款高档轿车。该车由意大利雕塑家和工业设计师Flaminio Bertoni与法国航空工程师André Lefèbvre设计，DS车身所采用的空气动力学设计被认为具备未来风格，并且使用了多种创新技术，包括液压停车自平衡系统。
DS在行驶品质，可操作性和制动力方面具备先进高质量品质。在雪铁龙D系列20年的生产销售期间共售出近150万辆。在1999年世纪之车的竞争中排在第三位，被认为世界上最有影响力的汽车设计。并被《Classic & Sports Car》杂志评为最美丽的汽车。

## 型号历史
作为雪铁龙Traction Avant的继任者，该车经过18年的秘密研发。并在1955年10月5日的巴黎车展正式推出DS19。在前15分钟内，该车获得了743的订单，而第一天的订单总额为12000。
当代记者认为DS在乘坐的舒适性与可操作性之间取得了平衡。
当时法国还在二战后的重建期，同时也作为在后殖民世界中的身份标志。DS汽车象征着法国的聪明才智。DS被分发到世界各地许多地方。
结构主义哲学家罗兰·巴特在一篇关于汽车的文章说，它看起来好像它已经“从天空堕落”，DS与法语中女神的谐音，这句话可以理解为“从天空坠落的女神”。

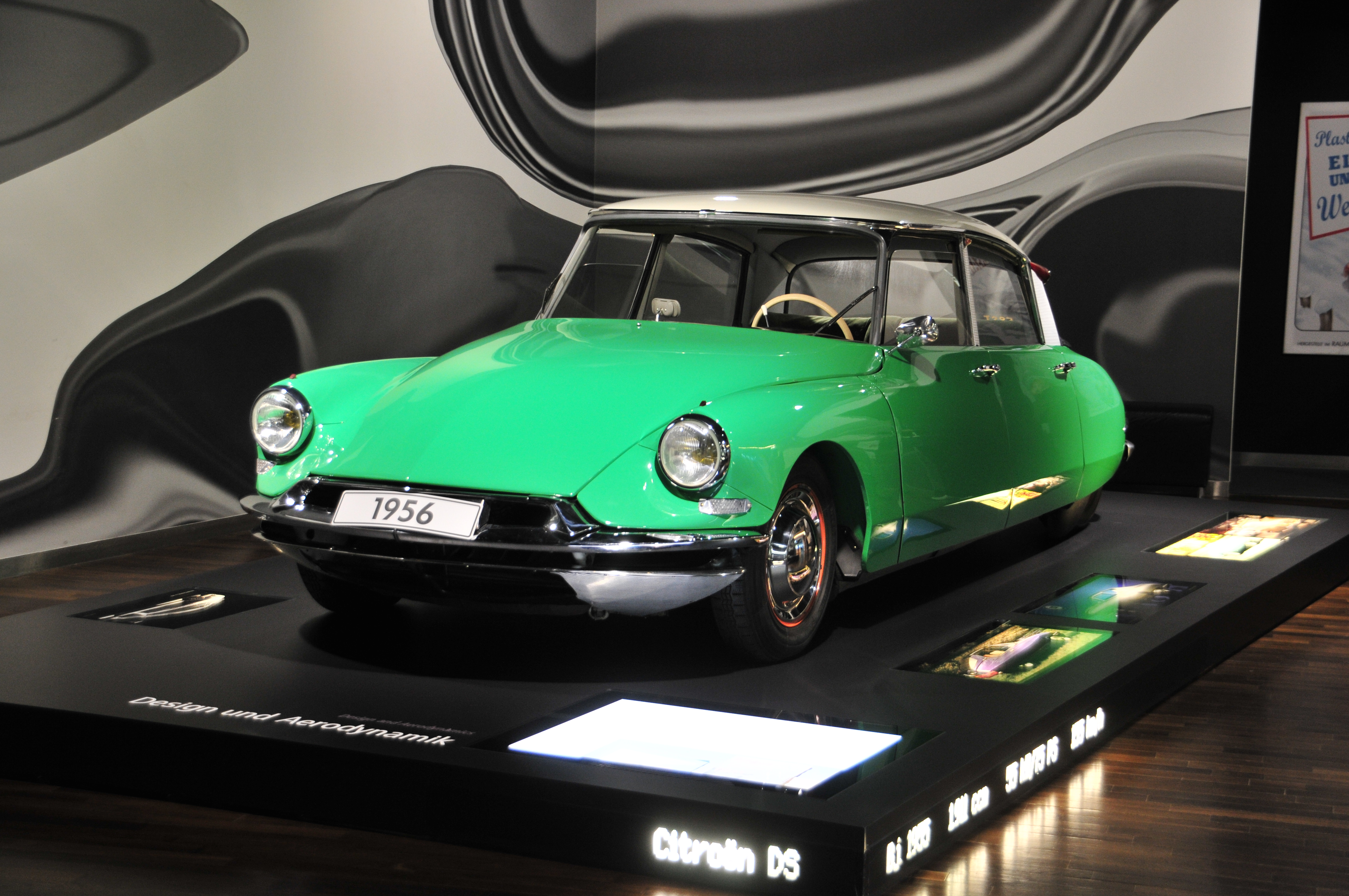
雪铁龙DS – 第一代(1955–1962) – 原始设计

由于售价较高，且各国处于第二次世界大战后处于经济恢复期，因此影响到一般销售，由此在1957年推出一个便宜的子型号--雪铁龙ID。ID与DS共享车身，却没那么强大的动力。虽然共享的DS发动机（1.911 L在这个阶段）发动机，但ID提供了最大输出功率只有69马力，相较 DS19的75马力小。ID19使用更传统的传输和离合器机械设计，它没有使用DS的液压控制动力转向系统。在1958年又推出了ID系列的旅行车版，被称为ID Break。最初的基本型ID19是以低于DS25％的价格在法国市场上出售。但是在1961年年底，制造商悄然退出入门级ID19“Normale”的销售。同年，DS发动机输出功率进一步得到强化，当时新的DS19发动机获得了Weber-32双体化油器，而提高了高辛烷值的燃料的可用性，这使制造商得以将发动机的压缩比从7.5:1增加到8.5:1，新车具备83马力的动力。 

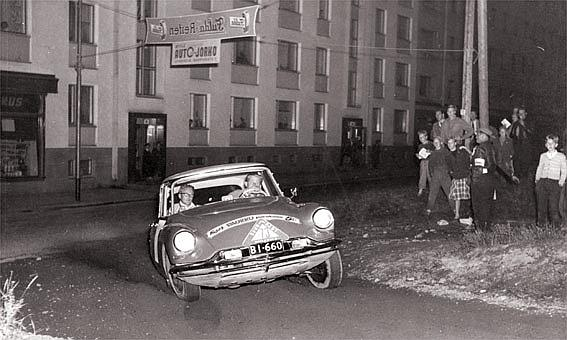
1956年上的DS19

ID19较次于DS19的另一个例子是它们的名称使用了一个双关语言。 “DS”在法语中的发音为“Déesse”（女神），“ID”的发音为“Idée”（主意）。
DS是第一种批量生产的带有前部动力盘式制动器的汽车 。该车还装备了液压悬挂可变离地间隙系统，包括自调平悬挂系统，动力转向系统和半自动变速器（换挡不需要离合器，但仍然需要由人控制），另外还有玻璃钢车顶以减少重心转移。不同的前后轮宽度和轮胎尺寸用以弥补的前置前驱车典型的转向不足问题。

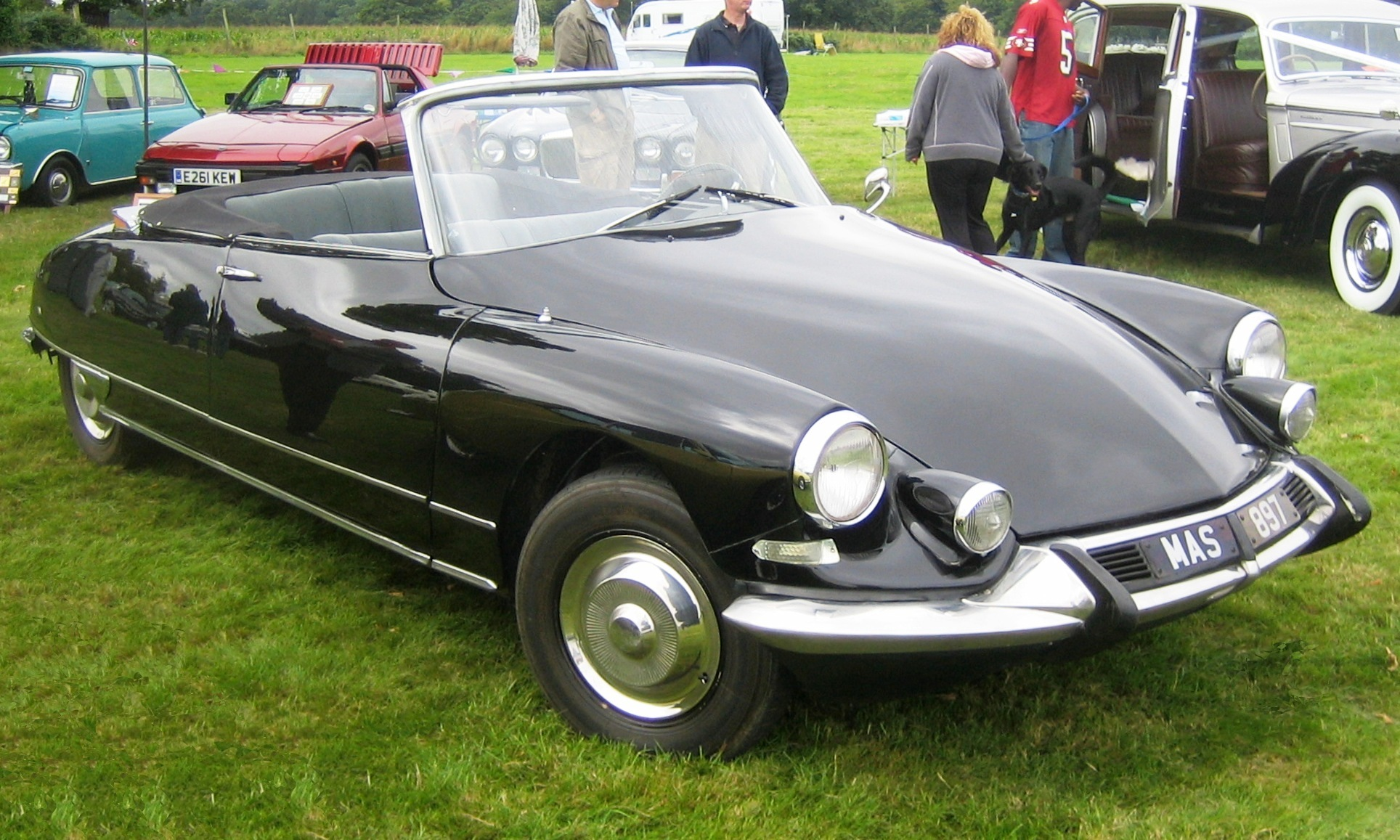
雪铁龙DS敞篷车 – 第二代 (1963–1967) – 重新设计的车首

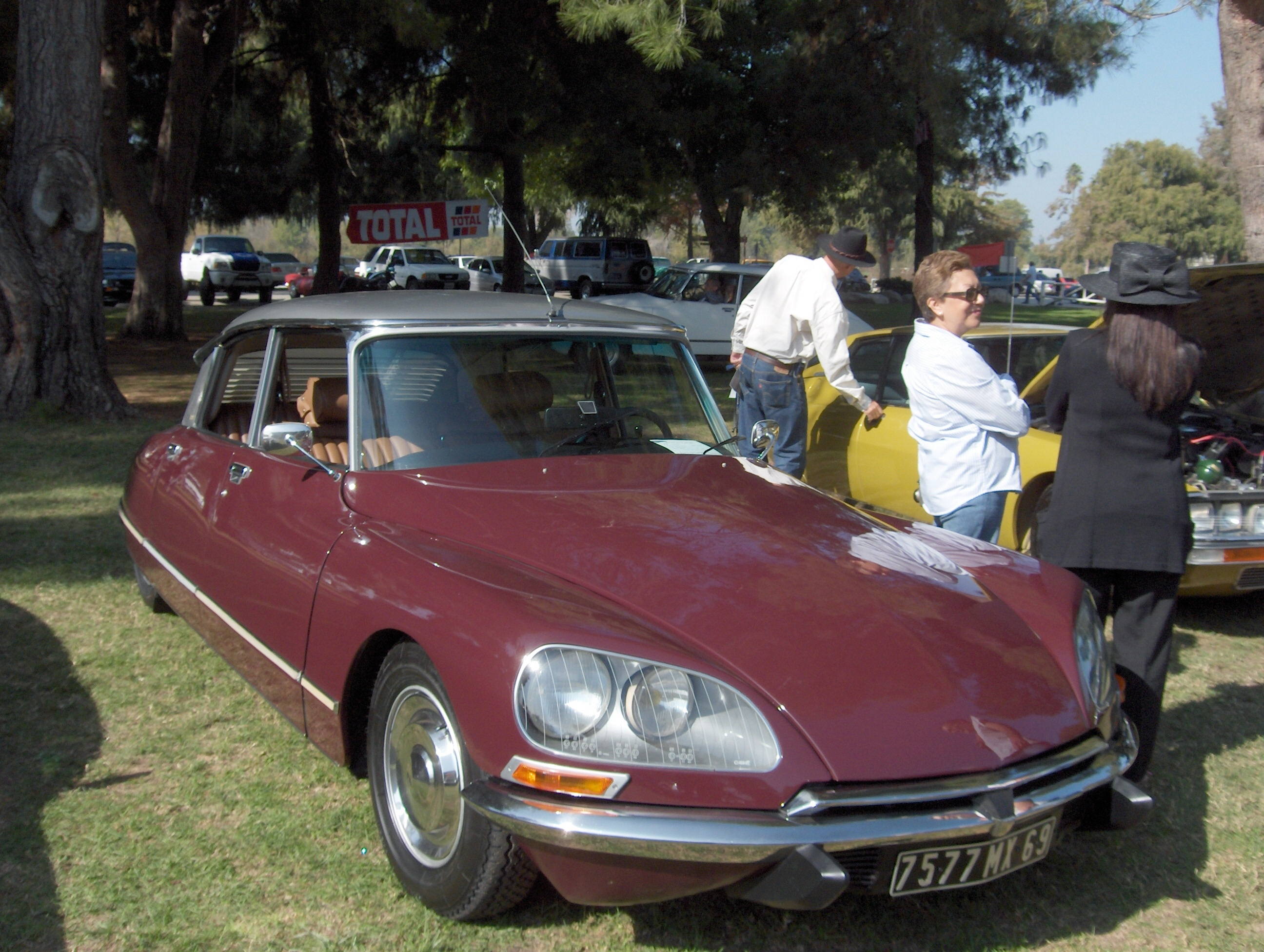
1974 雪铁龙DS23 Pallas – 第三代 (1968–1976) - 车首大灯被装在玻璃罩内

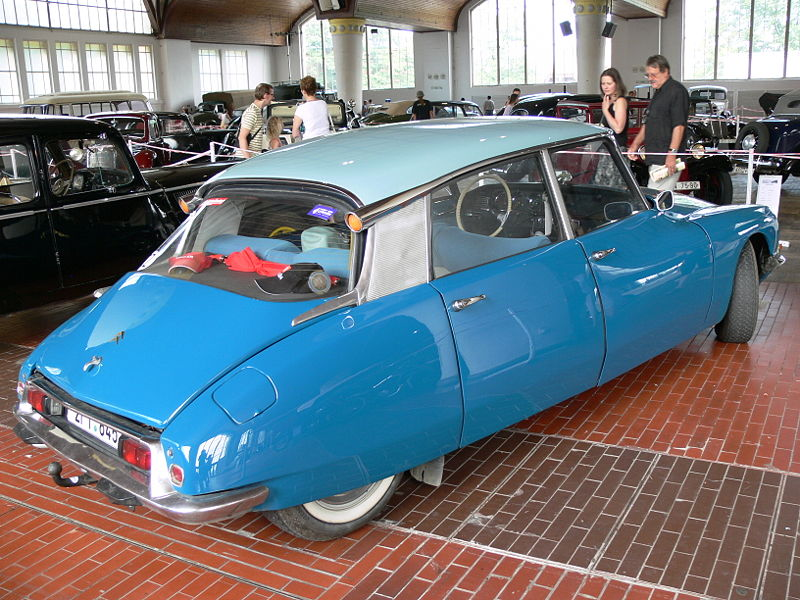
转向灯被安装在后窗的上角

如同其他法国车一样，DS的设计是受tax horsepower系统的影响，从而有效地缩小了发动机的体积。与其前身Traction Avant配备的强大的直列六缸型号发动机不同。雪铁龙原计划风冷平6发动机的汽车，但没有资金投入原型发动机的生产。
DS在2005年汽车杂志的“100辆最酷的汽车”名单上名列第五。该型汽车由Classic & Sports Car杂志推选为世界最美汽车，投票人是20个世界最著名的汽车设计师，包括：喬蓋托·喬治亞羅，Ian Callum，Roy Axe，Paul Bracq和莱昂纳多·菲奧拉萬蒂。

## 技术创新 - 液压系统
在常规的汽车上，液压系统只有使用在刹车和助力转向等方面。在大多数DS系列上，他们也用于悬挂，离合器和变速器。ID19使用了一套简化后的手动无助力系统。
该车型四轮均装有独立悬挂系统，使得该车能实现自动找平功能。并且给行驶中的汽车提供非常品质减震性能，一个形象的比喻为是让车子变成了“魔毯”。实际上这套系统在一年前就作为后悬挂，被用在雪铁龙前一代顶级轿车Traction Avant 15CV-H上。

## 对雪铁龙品牌发展的影响
1955年款的DS巩固了雪铁龙在汽车创新方面的品牌形象。成功继承了雪铁龙Traction Avant之前曾在1934年取得的世界上第一款大规模生产的硬壳前轮驱动汽车的地位。事实上，DS造成如此巨大的轰动，以至于雪铁龙担心未来的车型无法采用同样大胆的设计标准。使得雪铁龙从1955年至1970年再也没有推出过新车型。
DS后，雪铁龙曾计划尝试开发一款大型的昂贵的高档车型和一款向低端延伸新车型，但两者均没有结果。整个20世纪50年代末和60年代的雪铁龙开发了许多新的车辆以针对2CV和DS之间市场，如标致403，雷诺16和福特Cortina等车辆占据的庞大市场，但均没有投入生产。他们要么不经济建造成本太高，或者是设计太过普通的“我也是”车，而不符合公司高标准的革新形象。
雪铁龙同时还生产其他型号车辆，比如装备两缸发动机(2 cylinder) 非常实用的雪铁龙2CV经济型汽车（该车基于一个当时世界上最先进的独立悬挂底盘）。 Flaminio Bertoni还设计了雪铁龙Ami，试图以DS的造型结合2CV先进的底盘。在20世纪60年代的法国，这是非常成功的。但由于该车极具争议的造型和嘈杂且动力不足的动力系统，该车较少的出口。后来的雪铁龙Dyane是一个现代化的2CV两厢车，以与雷诺4竞争。
直到1970年雪铁龙终于决定使用雪铁龙GS替代DS，而且该车获得了“1970年欧洲汽车”的桂冠，并且有一辆250万的可观单价。但它仍然采用一款动力不足的四缸水平对置风冷发动机(flat-4 air-cooled engine) ，而预期中采用汪克尔转子发动机版本并未达到满负荷生产的期望。

## 流行文化中的DS
DS曾经出现在许多电影和电视作品中，并代表着法国国家和社会形象。
电影1967年女神（The Goddess of 1967）后来被用来命名DS。这是关于1967年DS或女神（法语为déesse）的电影。
超感神探（The Mentalist）系列电视剧中，Patrick Jane驾驶着一辆蛋壳蓝色的雪铁龙DS21帕拉斯以向神探科伦坡（Columbo）系列致敬，Lt. Columbo在该剧中拥有标致403。

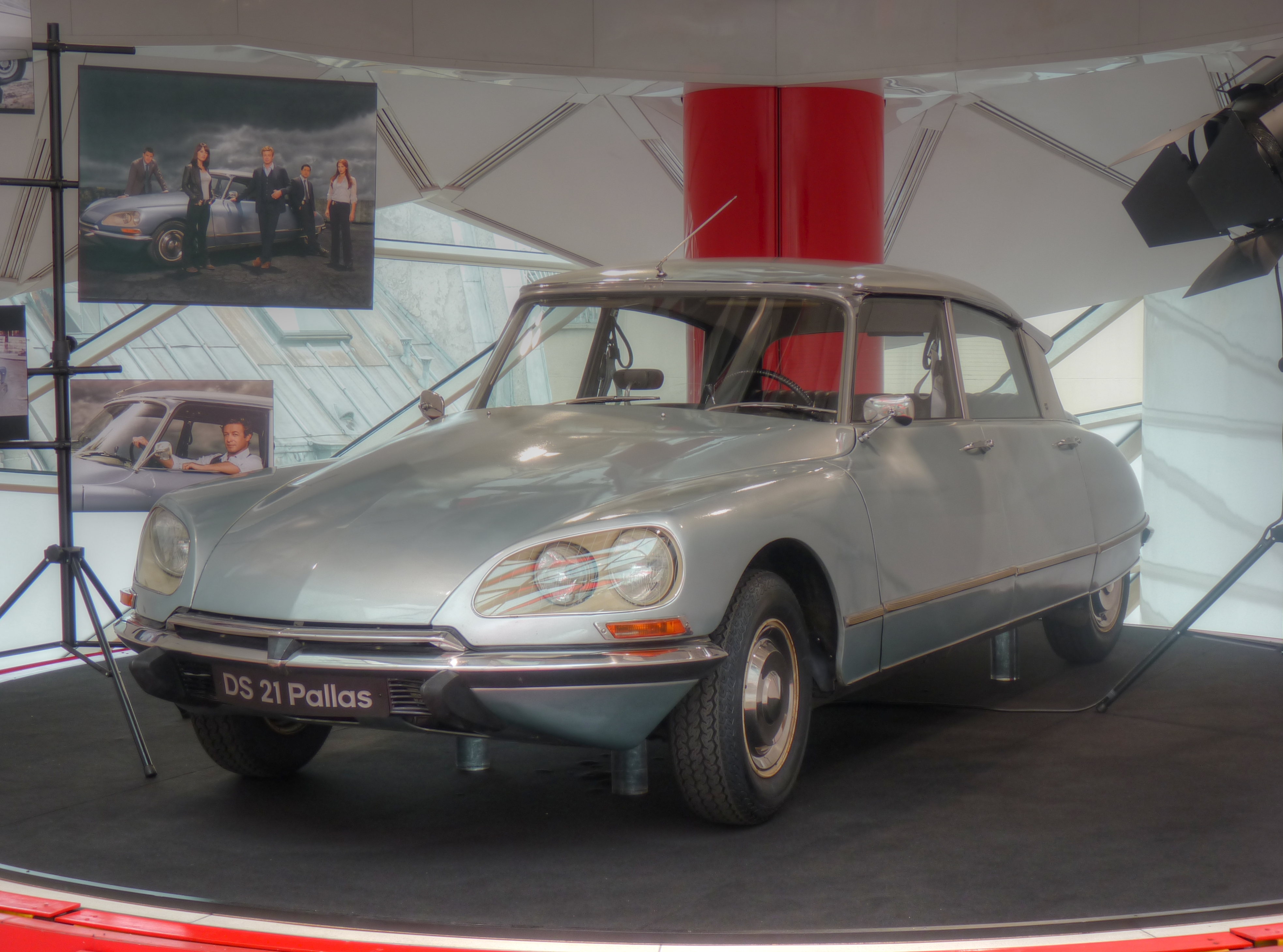
超感神探中的雪铁龙DS 21

第二次世界大战结束后的20世纪50年代，DS是法国制造和创造力的重要广告。戴高乐总统也称赞他的防弹版DS。1962年8月22日的小克拉馬襲擊，DS以不寻常的能力在Jean Bastien-Thiry针对他的暗杀事件中挽救了他的生命 - 虽然有两个轮胎被炸，但汽车仍能以全速逃脱。此事件被准确地重现在电影The Day of the Jackal中。

## 今日的DS
现今的DS系列轿车价值持续增长--一辆1973年款的 DS 23 Injection Electronique 'Decapotable' (Chapron Convertible)在2006年2月的佳士得Retromobile上以176,250欧元（当时汇价约合人民币1,762,500元）的价格拍出。一辆类似的车子在2009年2月由Bonhams卖出了343，497欧元的价格。Decapotable Usine由Bonhams以131,300英镑的价格卖给了一位私人买家。而在2010年1月23日，Bonhams将另一辆DS21 Decapotable (1973)卖出了189,000欧元的价格。[https://web.archive.org/web/20100417142051/http://www.motorbase.com/vehicle/by-id/514/finance.ehtml

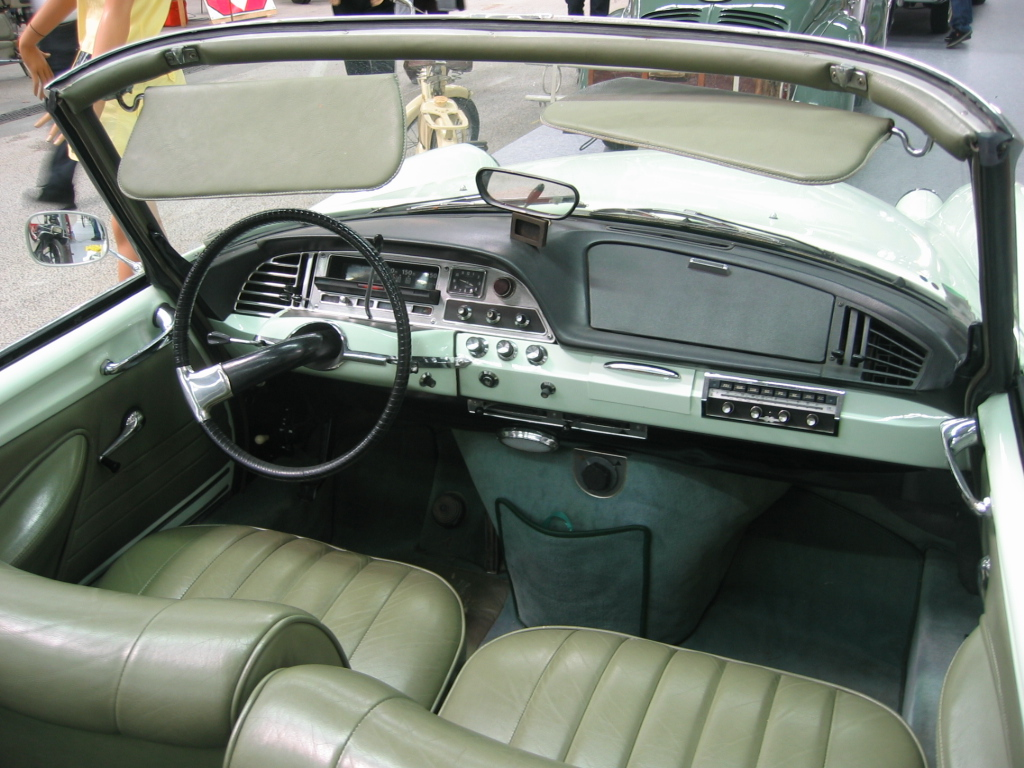
DS Cabriolet

為了滿足不熟車又崇拜名牌的人識別需要，雪鐵龍在新世紀把最豪華的車型升格成新品牌DS汽車。

## 历年DS产量

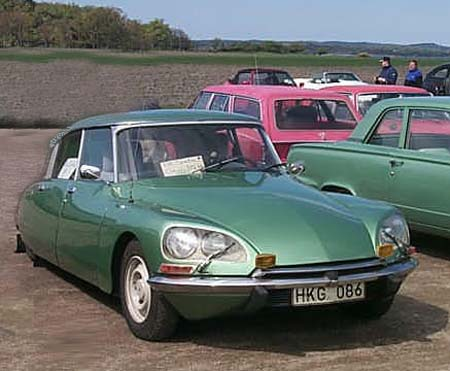
瑞典规格的雪铁龙DS大灯雨刷器

- 1955 –          69
- 1956 –       9,868
- 1957 –      28,593
- 1958 –      52,416
- 1959 –      66,931
- 1960 –      83,205
- 1961 –      77,597
- 1962 –      83,035
- 1963 –      93,476
- 1964 –      85,379
- 1965 –      89,314
- 1966 –      99,561
- 1967 –     101,904
- 1968 –      81,860
- 1969 –      82,218
- 1970 –     103
- 1971 –      88
- 1972 –      93
- 1973 –      90
- 1974 –      49
- 1975 –         847[14]

## 进一步阅读
- Reynolds, John, , Bay View Books, 1996, ISBN 1-870979-71-0
- Road & Track magazine, USA. June, 1958